# Peristernia iniuensis
Peristernia iniuensis là một loài ốc biển, là động vật thân mềm chân bụng sống ở biển trong họ Fasciolariidae.